# Der Schamlose

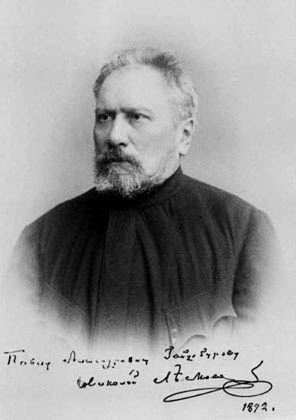
Nikolai Leskow im Jahr 1872

Der Schamlose (russisch Бесстыдник, Besstydnik) ist eine Kurzgeschichte des russischen Schriftstellers Nikolai Leskow, die 1877 im Februar- und März-Heft der Sankt Petersburger Zeitschrift Jachta als Beilage erschien. 1890 wurde der Text in den Bd. 6 der Leskow-Gesamtausgabe aufgenommen.

## Zwei Schamlose
Kurz nach dem Krimkrieg auf einem Petersburger Kameradschaftsabend im Hause von Generalleutnant der Artillerie Stepan Alexandrowitsch Chruljow: Der Ich-Erzähler Profiri Nikititsch, ein Kriegsteilnehmer, erregt sich lautstark über den im Salon anwesenden Anempodist Petrowitsch, einen „Fettwanst in Zahlmeisteruniform“: Die Gauner haben „uns beklaut und sich die Taschen vollgestopft, haben sich Häuser gebaut und Güter gekauft!“ Der Schwarzmeerflottenkapitän Jewgraf Iwanowitsch, ein ebenso „armes Frontschwein“ wie der Erzähler, nennt die Rede seines erbosten Tischnachbarn schamlos.
Der Zahlmeister bleibt ruhig und erwidert, wären die aus dem Schützengraben an seiner Stelle gewesen, so hätten sich diese genauso durch Diebstahl bereichert. Der Erzähler unterdrückt mühsam den Ausruf: „Was sind Sie nur für ein Vieh!“ Er steht, so scheint es, mit seinem Standpunkt so ziemlich allein da. Denn die Kriegsteilnehmer in der Runde geben dem schamlosen Zahlmeister recht.

## Deutschsprachige Ausgaben
Verwendete Ausgabe
- Der Schamlose. Deutsch von Erich Ahrndt. S. 184–197 in Eberhard Dieckmann (Hrsg.): Nikolai Leskow: Gesammelte Werke in Einzelbänden. 4. Der ungetaufte Pope. Erzählungen. Mit einer Nachbemerkung des Herausgebers. 728 Seiten. Rütten & Loening, Berlin 1984 (1. Aufl.)